# Atopsyche flinti
Atopsyche flinti là một loài Trichoptera trong họ Hydrobiosidae. Chúng phân bố ở vùng Tân nhiệt đới.